# یهودا
یِهودا (عبری: יְהוּדָה به معنی خداوند پرستش می‌شود) پسر چهارم یعقوب و لیه و برادر کوچک‌تر رئوبن، شمعون و لاوی؛ و برادر بزرگ‌تر یساکار و زبولون بود. یهودا از نیاکان بوعز، داوود و عیسی است. او با دختری از کنعان به نام شوعه ازدواج کرد. یهودا که پدرشوهر تامار بود، با تامار که عروسش نیز بود، همبستر شد که این عمل وی بعدها در شریعت موسی ممنوع شد، یهودا از تامار صاحب دو پسر به نام‌های فارص و زارح گردید (طبق کتاب مقدس داود از نسل فارص است). یهودا پس از آن‌که از حامله شدن تامار آگاهی یافت، دستور داد او را زندان کنند و سپس به گناه زنا در آتش بسوزانند، اما وقتی فهمید که از خود او حامله شده است گفت تامار از من بیگناه‌تر است و او را رها کرد.
قوم یهود از نسل یهودا است.